# Тянь Гоцзюнь
Тянь Гоцзюнь (кит. упр. 田国俊, пиньинь Tián Guójùn; 10 марта 1990, Хэйлунцзян) — китайский конькобежец, участник Олимпийских игр 2014 года.

## Биография
На Олимпийских играх в Сочи выступал на дистанции в 1000 метров. Итоговый общий результат — 1:11,17, отставание от лидера 2,78 и 34 место.
Тренер Гоцзюня — Сип Хукстра (Нидерланды).